# 東直己
東直己(1956年4月12日—)，是一名日本著名推理小說作家，曾就讀小樽商科大學及北海道大學，都未能畢業，其後做過家庭教師及土木工人等。1992年發表《偵探在酒吧》出道，此作品於2011年被改編成電影上畫，由大泉洋主演。2001年，東直己憑《殘光》獲得日本推理作家協會獎。